# Мэйрэки
Мэйрэки или Мэйряку (яп. 明暦 мэйрэки, мэйряку, светлый календарь) — девиз правления (нэнго) японского императора Го-Сая, использовавшийся с 1655 по 1658 год.

## Продолжительность
Начало и конец эры:
- 13-й день 4-й луны 4-го года Сёо (по григорианскому календарю — 18 мая 1655);
- 23-й день 7-й луны 4-го года Мэйрэки (по григорианскому календарю — 21 августа 1658).

## Происхождение
Название нэнго было заимствовано из 21-го цзюаня древнекитайского сочинения Ханьшу:「箕子言、大法九章、而五紀明暦法」、「黄帝造歴、歴與暦同作」.

## События
- 1655 год (1-й год Мэйрэки) — в Японию прибыл новый корейский посол[8];
- 1655 год (1-й год Мэйрэки) — бывший император впервые посетил виллу Сюгакуин[9];
- ноябрь 1656 года — январь 1657 года (2-й — 3-й годы Мэйрэки) — в Эдо не выпало ни дождя, ни снега, реки и каналы обмелели[10];
- 2-3 марта 1657 года (18-й — 19-й дни 1-й луны 3-го года Мэйрэки) — Великий пожар годов Мэйрэки, уничтоживший город Эдо[10][8];

## Сравнительная таблица
Ниже представлена таблица соответствия японского традиционного и европейского летосчисления. В скобках к номеру года японской эры указано название соответствующего года из 60-летнего цикла китайской системы гань-чжи. Японские месяцы традиционно названы лунами.
| 1-й год Мэйрэки (Деревянная Коза)   | 1-я луна*       | 2-я луна   | 3-я луна* | 4-я луна  | 5-я луна*             | 6-я луна* | 7-я луна*  | 8-я луна   | 9-я луна*   | 10-я луна  | 11-я луна  | 12-я луна     |                        |
| ----------------------------------- | --------------- | ---------- | --------- | --------- | --------------------- | --------- | ---------- | ---------- | ----------- | ---------- | ---------- | ------------- | ---------------------- |
| Григорианский календарь             | 7 февраля 1655  | 8 марта    | 7 апреля  | 6 мая     | 5 июня                | 4 июля    | 2 августа  | 31 августа | 30 сентября | 29 октября | 28 ноября  | 28 декабря    |                        |
| Юлианский календарь                 | 28 января 1655  | 26 февраля | 28 марта  | 26 апреля | 26 мая                | 24 июня   | 23 июля    | 21 августа | 20 сентября | 19 октября | 18 ноября  | 18 декабря    |                        |
| 2-й год Мэйрэки (Огненная Обезьяна) | 1-я луна*       | 2-я луна   | 3-я луна  | 4-я луна* | 4-я луна (високосная) | 5-я луна* | 6-я луна*  | 7-я луна*  | 8-я луна    | 9-я луна*  | 10-я луна  | 11-я луна     | 12-я луна*             |
| Григорианский календарь             | 27 января 1656  | 25 февраля | 26 марта  | 25 апреля | 24 мая                | 23 июня   | 22 июля    | 20 августа | 18 сентября | 18 октября | 16 ноября  | 16 декабря    | 15 января 1657         |
| Юлианский календарь                 | 17 января 1656  | 15 февраля | 16 марта  | 15 апреля | 14 мая                | 13 июня   | 12 июля    | 10 августа | 8 сентября  | 8 октября  | 6 ноября   | 6 декабря     | 5 января 1657          |
| 3-й год Мэйрэки (Огненный Петух)    | 1-я луна        | 2-я луна   | 3-я луна  | 4-я луна* | 5-я луна*             | 6-я луна  | 7-я луна*  | 8-я луна   | 9-я луна*   | 10-я луна* | 11-я луна  | 12-я луна     |                        |
| Григорианский календарь             | 13 февраля 1657 | 15 марта   | 14 апреля | 14 мая    | 12 июня               | 11 июля   | 10 августа | 8 сентября | 8 октября   | 6 ноября   | 5 декабря  | 4 января 1658 |                        |
| Юлианский календарь                 | 3 февраля 1657  | 5 марта    | 4 апреля  | 4 мая     | 2 июня                | 1 июля    | 31 июля    | 29 августа | 28 сентября | 27 октября | 25 ноября  | 25 декабря    |                        |
| 4-й год Мэйрэки (Земляная Собака)   | 1-я луна*       | 2-я луна   | 3-я луна  | 4-я луна* | 5-я луна              | 6-я луна* | 7-я луна   | 8-я луна*  | 9-я луна    | 10-я луна* | 11-я луна* | 12-я луна     | 12-я луна (високосная) |
| Григорианский календарь             | 3 февраля 1658  | 4 марта    | 3 апреля  | 3 мая     | 1 июня                | 1 июля    | 30 июля    | 29 августа | 27 сентября | 27 октября | 25 ноября  | 24 декабря    | 23 января 1659         |
| Юлианский календарь                 | 24 января 1658  | 22 февраля | 24 марта  | 23 апреля | 22 мая                | 21 июня   | 20 июля    | 19 августа | 17 сентября | 17 октября | 15 ноября  | 14 декабря    | 13 января 1659         |

* звёздочкой отмечены короткие месяцы (луны) продолжительностью 29 дней. Остальные месяцы длятся 30 дней.